# Furchhausen
Furchhausen település Franciaországban, Bas-Rhin megyében. Lakosainak száma 391 fő (2022. január 1.). Furchhausen Altenheim, Saverne, Schwenheim, Waldolwisheim és Wolschheim községekkel határos.

## Népesség
A település népességének változása:
| Lakosok száma | 423  | 414  | 415  | 422  | 421  | 421  | 406  | 391  |
|               | 2013 | 2015 | 2017 | 2018 | 2019 | 2020 | 2021 | 2022 |